# كنيس فيتالي مجار
كنيس فيتالي مجار أو معبد فيتالي مجار، هو كنيس يهودي. يقع في 5 شارع المسلة بحي مصر الجديدة بمدينة القاهرة في مصر. بٌني عام 1927. ملحق بالمعبد ملجأ مخصص لإقامة اليهود المسنين؛ ويُشرف عليه الطائفة اليهودية بالقاهرة.